# 林希納赫奧厄河
48°58′40″N 13°09′21″E / 48.9777946349904°N 13.155806064605713°E

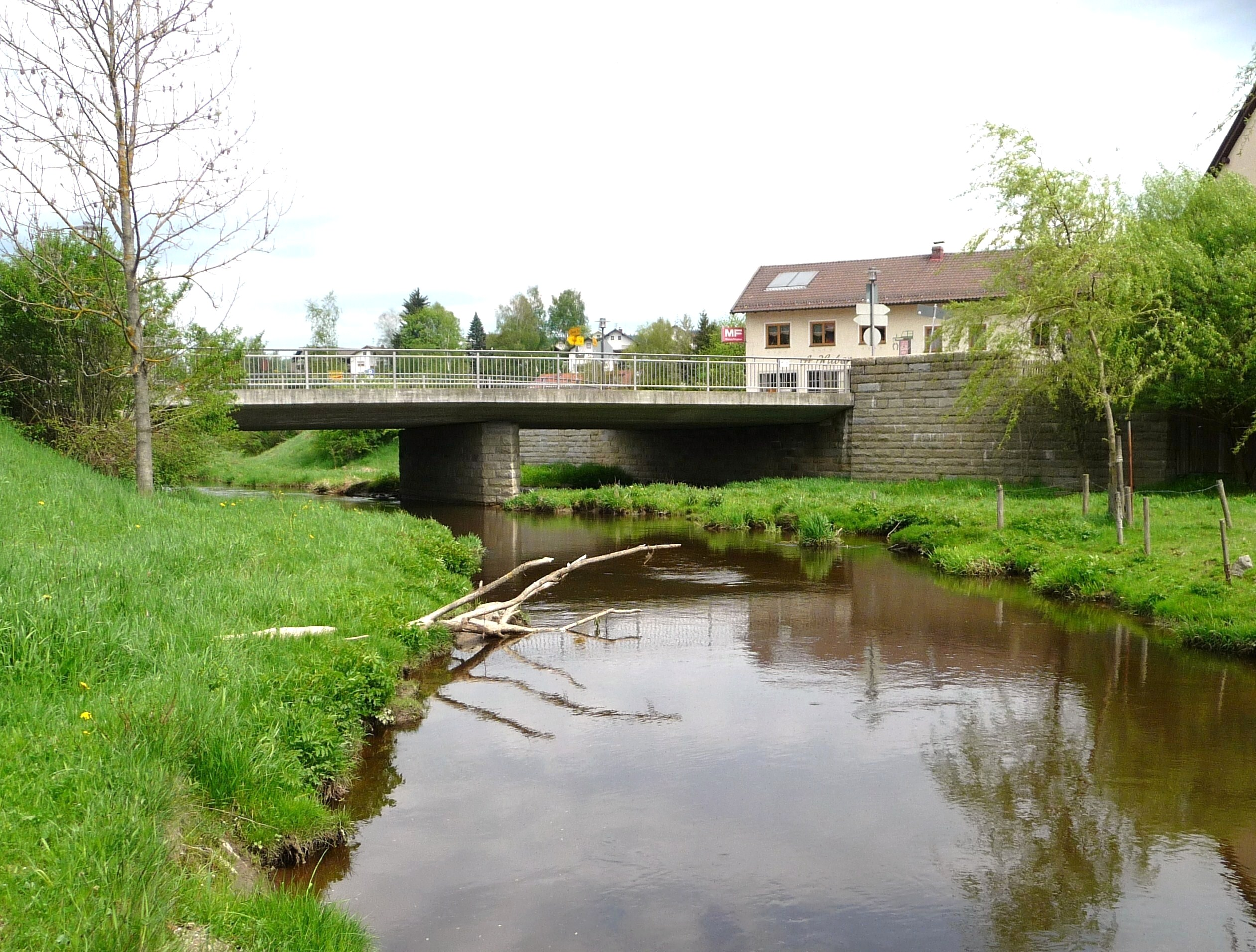

林希納赫奧厄河是德國的河流，位於該國東南部，由巴伐利亞負責管轄，屬於黑雷根河的支流，河道全長13.2公里，流經下巴伐利亞行政區。